# Stora Skålltjärnet
Stora Skålltjärnet är en sjö i Eda kommun i Värmland och ingår i Göta älvs huvudavrinningsområde. Sjön har en area på 0,111 kvadratkilometer och ligger 176,4 meter över havet.

## Delavrinningsområde
Stora Skålltjärnet ingår i det delavrinningsområde (664217-129710) som SMHI kallar för Utloppet av Nedre Lersjön. Medelhöjden är 178 meter över havet och ytan är 9,33 kvadratkilometer. Räknas de 2 avrinningsområdena uppströms in blir den ackumulerade arean 47,42 kvadratkilometer. Lillälven som avvattnar avrinningsområdet har biflödesordning 3, vilket innebär att vattnet flödar genom totalt 3 vattendrag innan det når havet efter 311 kilometer. Avrinningsområdet består mestadels av skog (80 procent). Avrinningsområdet har 1,55 kvadratkilometer vattenytor vilket ger det en sjöprocent på 16,6 procent.